# Norwood (Australie-Méridionale)
Pour les articles homonymes, voir Norwood.
Norwood (5 704 habitants) est un quartier dans la banlieue d'Adélaïde en Australie-Méridionale (Australie), à 4 km à l'est du centre-ville.

## Histoire
Avant la colonisation britannique de l'Australie-Méridionale et la colonisation européenne qui s'est ensuivie, Norwood était habité par l'un des groupes qui se sont ensuite regroupés sous le nom de peuples Kaurna,.

## Personnalités liées à Norwood
- Reginald Blundell (en), homme politique
- C.J. Dennis, poète
- Bill Denny (1872-1946), homme politique, mort à Norwood
- Don Dunstan
- May Gibbs, autrice de livres pour enfants, illustratrice et caricaturiste australienne
- Max Harris, poète
- Lionel Hill (en), homme politique
- Mary MacKillop
- Mary Maydwell Martin (en)
- Edwin Thomas Smith (en)
- Catherine Helen Spence, écrivaine, enseignante, journaliste, politicienne, dirigeante suffragette et géorgiste australienne
- Alexander Tolmer (en)
- Stanley Price Weir